# Aia dei Musei
L'Aia dei Musei è un polo espositivo museale situato nella città di Avezzano, in Abruzzo. Ospita il museo del prosciugamento del Fucino e il museo lapidario marsicano. Quest'ultimo venne ufficialmente istituito il 5 giugno 1888 e inaugurato il 19 agosto dello stesso anno, risultando uno dei primi musei allestiti nella regione abruzzese, pochi anni dopo il prosciugamento del lago Fucino in seguito al quale tornarono alla luce diverse epigrafi. Altri reperti provengono dal territorio della Marsica.

## Storia

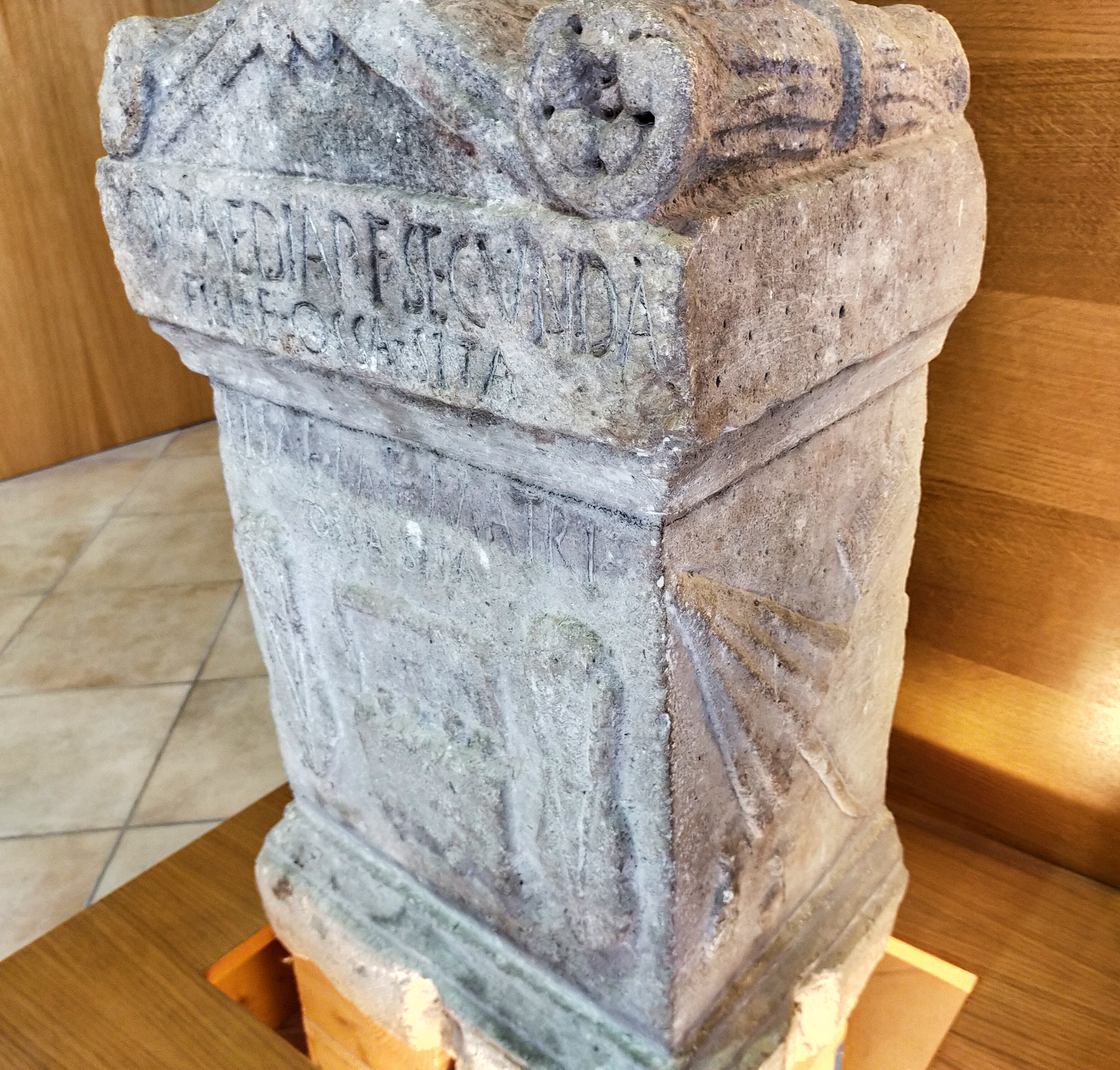
Ara funeraria di Poppedia Secunda

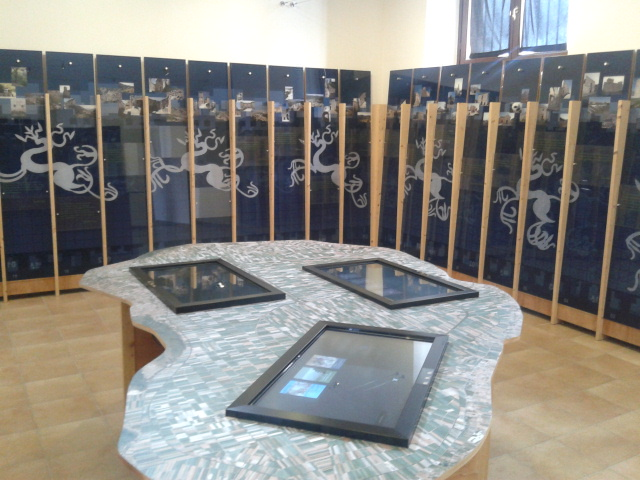
Sala Il filo dell'acqua

La prima raccolta dei reperti archeologici provenienti in gran parte dal sito di Alba Fucens fu allestita nel 1861 in alcuni spazi dell'ex convento di San Francesco che ospitava la sede provvisoria del nuovo tribunale di Avezzano.
Il museo lapidario, voluto dall'ispettore degli scavi e dei monumenti di antichità Orazio Mattei, fu ufficialmente istituito con delibera del consiglio comunale presieduto dal sindaco Ferdinando Ruggieri il 5 giugno 1888. L'inaugurazione avvenne il 19 agosto dello stesso anno alla presenza del ministro della Pubblica Istruzione Paolo Boselli. Il primo responsabile dell'esposizione permanente fu Francesco Lolli che successivamente venne a sua volta nominato ispettore degli scavi e dei monumenti del Circondario di Avezzano.
Raccoglie più di cento lapidi di epoca romana, medievale e rinascimentale, in buon numero di carattere funerario, rinvenute in diversi centri marsicani. L'allestimento fu possibile grazie alle donazioni di privati cittadini e dei cultori della storia della Marsica. I reperti, sistemati per alcuni anni nell'ex convento francescano, dopo circa venti anni dal disastroso terremoto del 1915 furono collocati in alcuni locali del nuovo palazzo municipale, grazie all'ingegnere capo del Genio civile Loreto Orlandi.
Nel 1989 il museo venne riallestito negli stessi locali municipali che furono ristrutturati grazie all'impegno del funzionario comunale, Enrico Vilsino Veri.
Dal primo maggio 2012 il museo è stato collocato all'interno del polo espositivo Aia dei Musei, presso alcuni locali dell'ex mattatoio comunale, dove era presente l'aia degli animali, a cui si riferisce la nuova denominazione.

## Descrizione

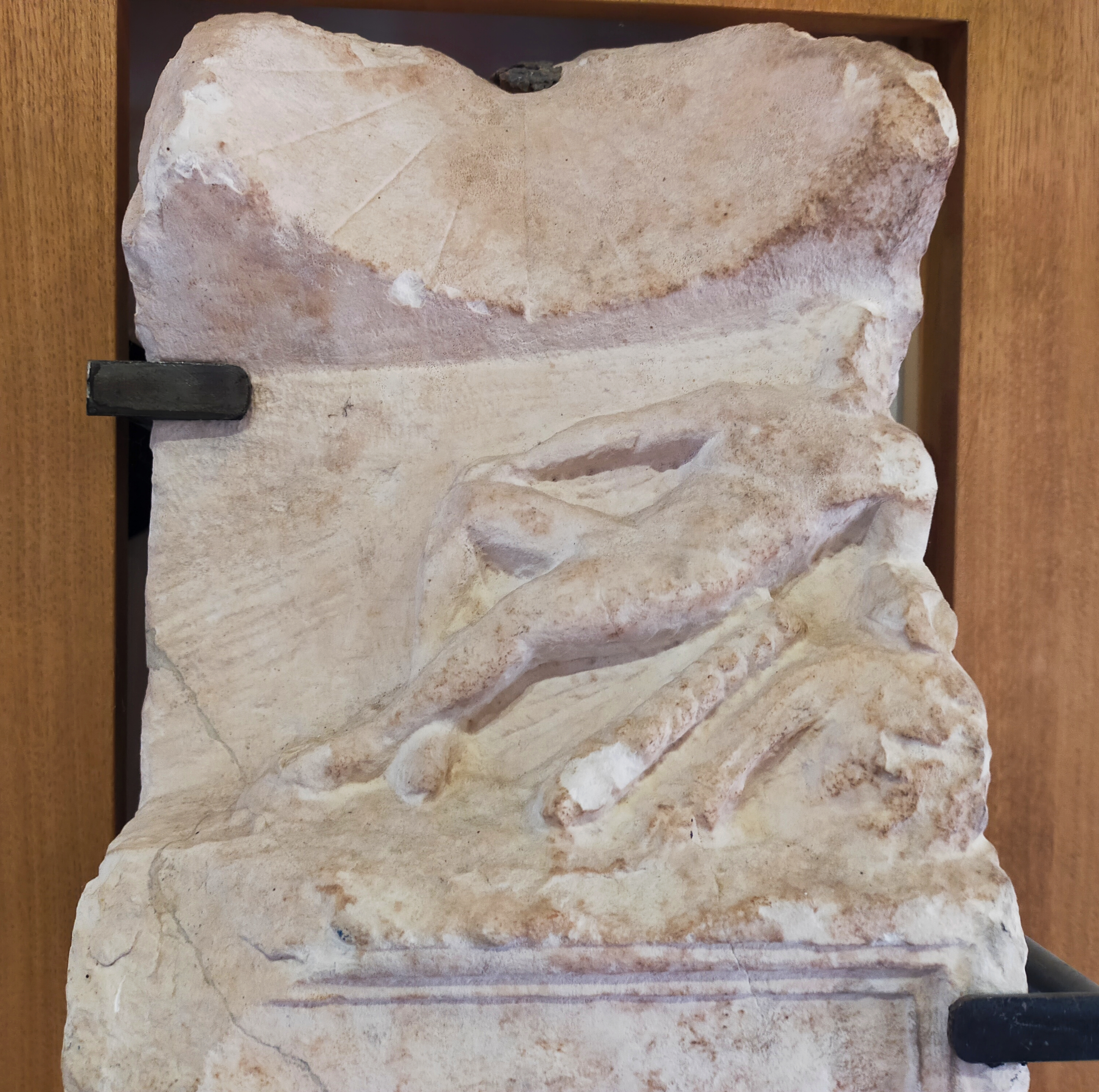
Ercole nudo a riposo rappresentato in una meridiana in calcare

### Museo lapidario marsicano
Erano sette le sezioni che originariamente componevano il museo lapidario:
- Sezione A: lapidi ed epigrafi di epoca romana;
- Sezioni B e C: pietre, steli e porte tombali, nonché i portali delle chiese di San Nicola in Avezzano e San Sebastiano a Paterno distrutte dal terremoto della Marsica del 1915;
- Sezione D: stele funerarie che raffigurano porte di abitazioni e tombe (tra queste quella di San Sebastiano dei Marsi, ritrovata nel 1800)[9];
- Sezione E: le statue;
- Sezione F: gli stemmi;
- Sezione G: raccolte di ceramiche.

### Aia dei Musei

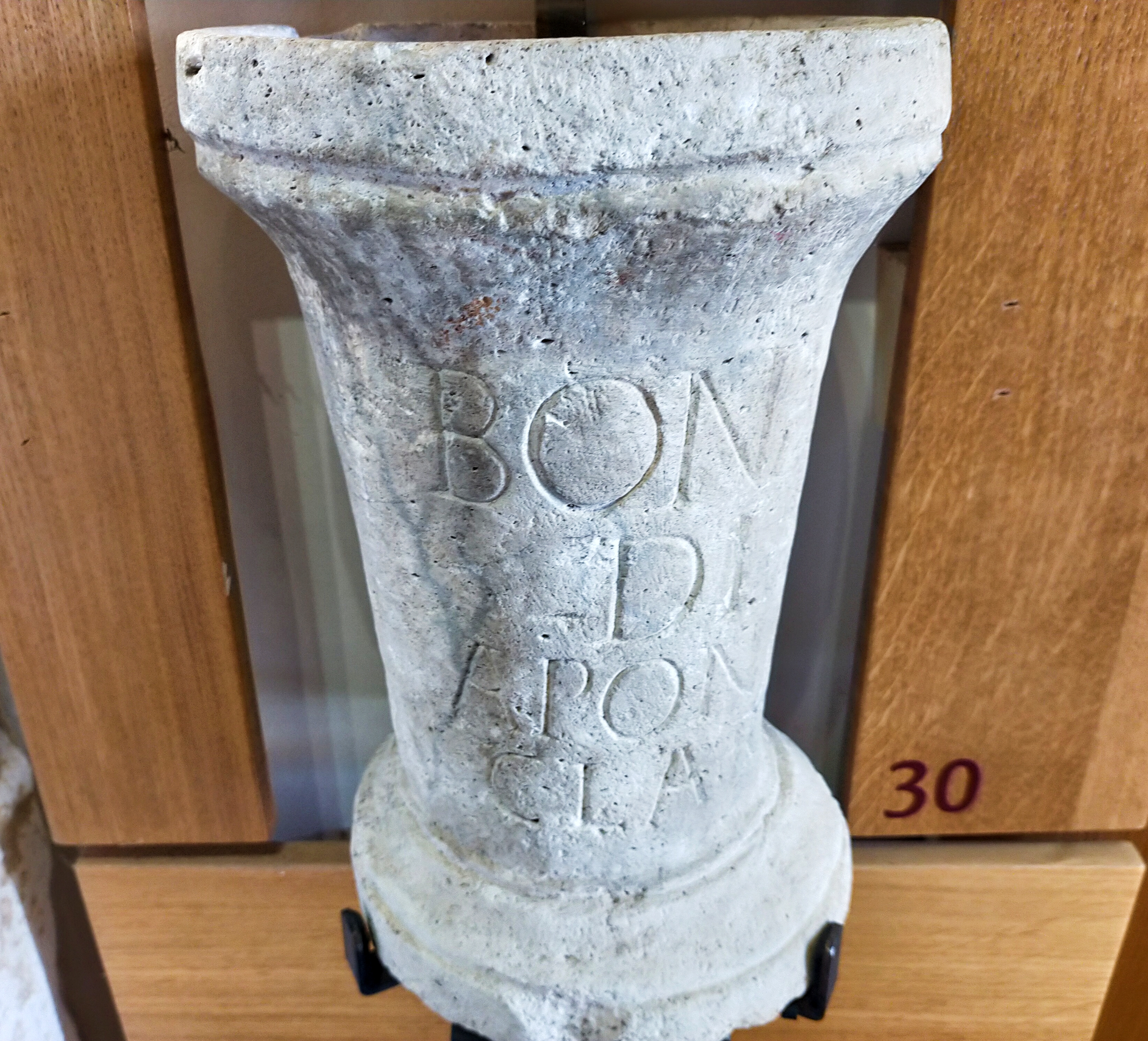
Vaso donato alla Bona Dea

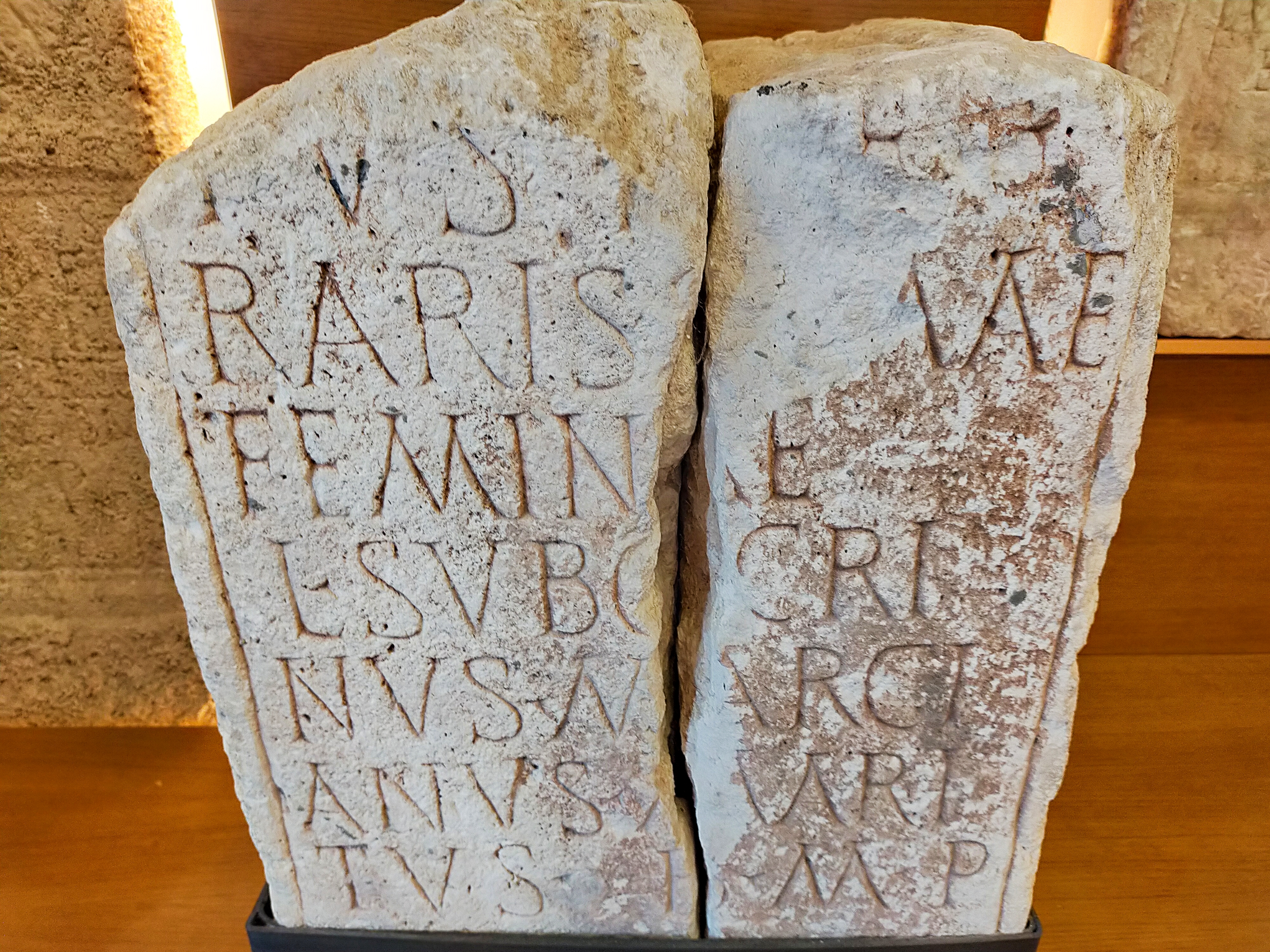
Cippo funerario con dedica a Giusta "donna rarissima"

Il polo museale Aia dei Musei è stato inaugurato nel 2012 con l'allestimento di due sezioni:
Le parole della pietraDedicata all'ingegnere Loreto Orlandi in cui sono raccolti i reperti del lapidarium. Sono esposte più di cento lapidi di epoca romana, medievale e rinascimentale che testimoniano gli aspetti sociali, politici e anche religiosi degli abitanti della Marsica in epoche remote. In una piccola sala, dedicata alla città di Avezzano antecedente al terremoto del 1915, sono esposti alcuni antichi stemmi gentilizi, il portale laterale della scomparsa chiesa di San Nicola, i capitelli, l'acquasantiera e la campana realizzata dalla "Premiata fabbrica da orologi da torre Michelangelo Canonico" della distrutta collegiata di San Bartolomeo, vari elementi di architettura urbana e resti degli antichi palazzi crollati con il sisma. Reperti di varie epoche come insegne ed iscrizioni, conservati nonostante il terremoto marsicano e i pesanti bombardamenti della seconda guerra mondiale, fanno parte della nuova collocazione. In particolare le epigrafi riferibili a noti personaggi di epoca imperiale come il dittatore romano Silla e il capo della Lega italica, nonché condottiero dei Marsi, Poppedio Silone. Esposta la pietra tombale originale di Poppedia Secunda, rinvenuta nel 1814 in località Le Rosce tra i territori montani di Ortona dei Marsi e Gioia dei Marsi. Fu donata al lapidarium di Avezzano nel 1934 da Adamo Buccella. La donna a cui si riferisce proveniva con ogni probabilità dalla stessa tribù di Poppedio Silone, la gens Poppedia del Giovenco. Un calco dell'ara funeraria si trova nel museo della civiltà romana. Nella sezione sono collocate un'ara dedicata al "dio Fucino", risalente al IV secolo a.C., il vaso donato alla Bona Dea, la meridiana in calcare raffigurante il dio Ercole nudo a riposo, la stele commemorativa trovata a Scalzagallo con l'immagine della giovane defunta Exoche posta dal fratello Inaco, oltre a diverse lapidi ed epigrafi provenienti da Alba Fucens, Marruvium, Lucus Angitiae e Milonia. Alcune iscrizioni in lingua latina sono dedicate a personaggi femminili come le liberte Flavia Filomena e Novana Trifera e a Giusta "donna rarissima".
Il filo dell'acquaIntitolata a Cesare Borsa, rappresenta il museo del prosciugamento del lago Fucino, una delle grandi opere idrauliche di tutti i tempi. L'allestimento multimediale illustra l'emissario ipogeo, i cunicoli di Claudio e l'Incile del Fucino che rappresentano una tra le più rilevanti imprese ingegneristiche e idrauliche dell'epoca romana, ampliata e resa pienamente funzionante nella seconda metà dell'Ottocento. Il prosciugamento del terzo lago più esteso d'Italia modificò la condizione sociale, culturale ed economica degli abitanti della Marsica e delle aree limitrofe.
All'ingresso del museo è situata una sala, riservata perlopiù alle esposizioni, dedicata alla memoria del dirigente comunale Enrico Vilsino Veri, mentre il polo museale è intitolato a Giovanni Bozzi. La scultura in ferro intitolata "Omnia mutantur", opera di arte contemporanea di Gabriele Altobelli Matericalart, è stata inaugurata il 20 agosto 2023 nel cortile interno.